# Molovata Nouă
Molovata Nouă – miejscowość i gmina w Mołdawii, w rejonie Dubosary.

## Historia i położenie
Molovata Nouă znajduje się na lewym brzegu Dniestru, na zachód od wsi Roghi i osiem kilometrów od Dubosar (kontrolowanych przez nieuznawane międzynarodowo Naddniestrze). Pierwsza wzmianka o niej pochodzi z r. 1761.
Podczas wojny o Naddniestrze lokalne władze i mieszkańcy (w odróżnieniu od ludności sąsiedniej wsi Roghi) opowiedzieli się po stronie mołdawskiej. M.in. dzięki temu podczas walk o Dubosary w marcu 1992 r. mołdawskie oddziały paramilitarne przeprawiły się przez Dniestr na wysokości wsi i zdobyli przeprawę promową między Molovatą Nouą a położoną na przeciwległym brzegu Molovatą. Po zakończeniu działań wojennych miejscowość pozostała pod kontrolą rządu mołdawskiego. Mimo to władze w Naddniestrzu uważają ją za należną sobie, tak jak pozostałe ziemie na lewym brzegu rzeki.

## Demografia
Według spisu powszechnego z 2004 r. wieś zamieszkiwało 1851 osób, z czego zdecydowana większość (98,54%) zadeklarowała narodowość mołdawską. Ponadto w miejscowości żyły pojedyncze osoby narodowości ukraińskiej, rosyjskiej, gagauzkiej i innej.